# 祇園站 (福岡縣)

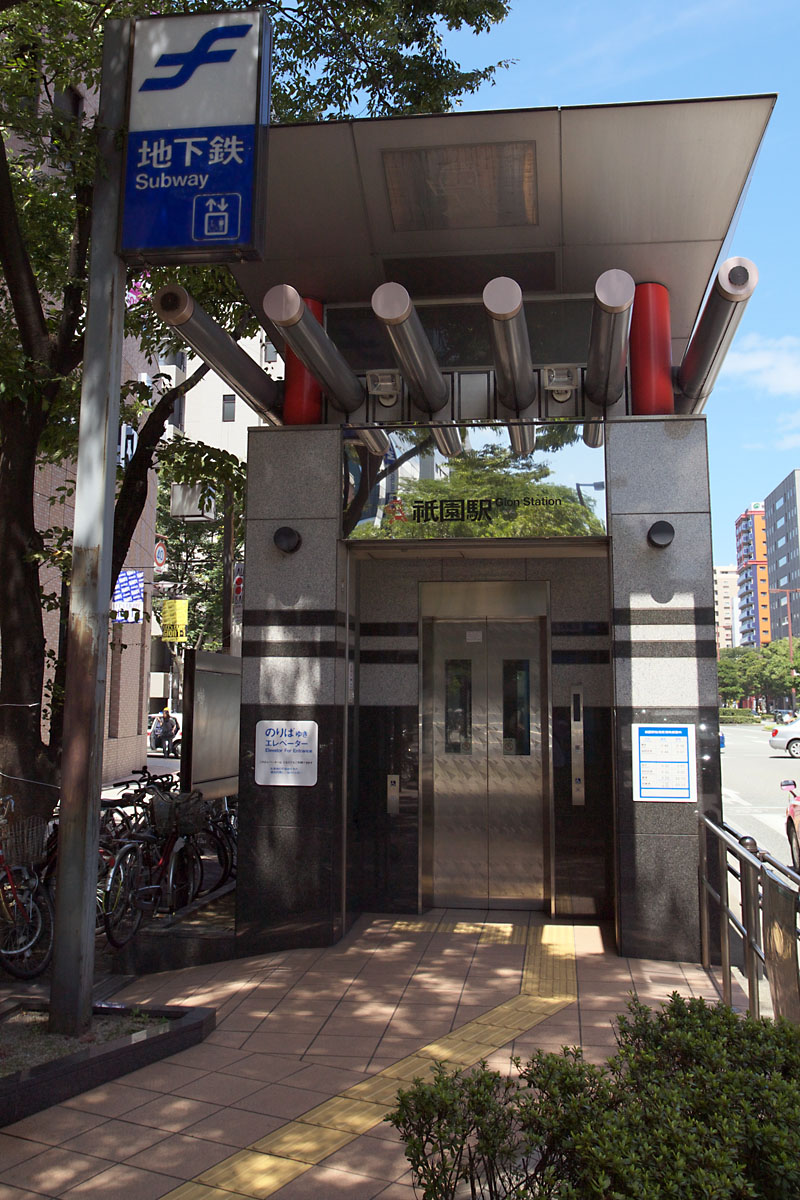
6號口（升降機入口）外觀

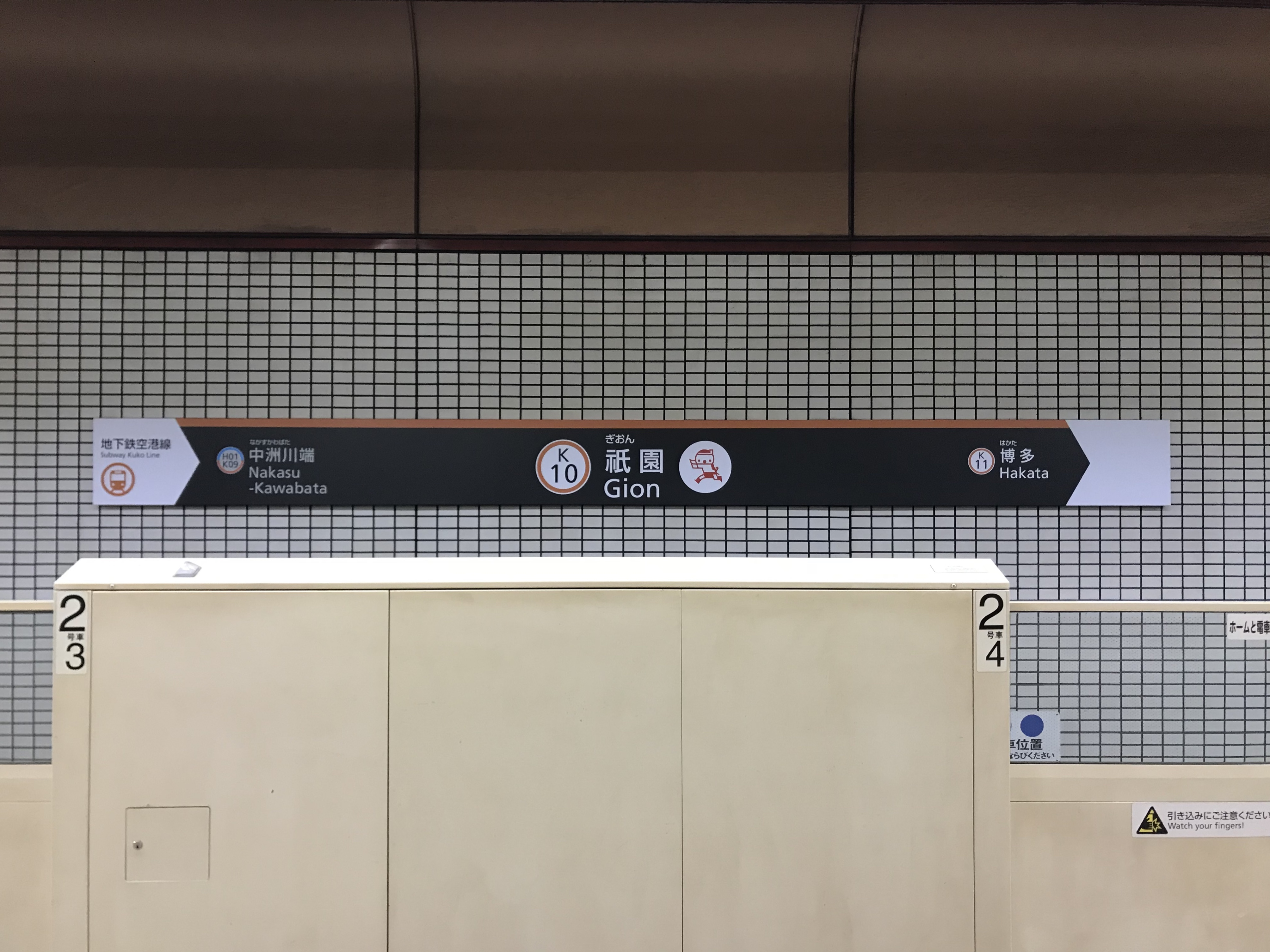
站名牌

祇園站（日语：／ Gion eki */?），副站名博多舊市街口（／ Hakata kyūshigaiguchi），是一個位於日本福岡縣福岡市博多區祇園町，屬於福岡市地下鐵機場線的鐵路車站。車站編號是K10。

## 歷史
- 1983年（昭和58年）3月22日 - 開業。

## 車站構造
島式月台1面2線的地下車站。位於大博通正下方，大堂層與博多站的地下聯絡通道連結。地下連絡通道內設有收費單車停泊場。

### 月台配置
| 月台 | 路線   | 目的地                   |
| ---- | ------ | ------------------------ |
| 1    | 機場線 | 博多、福岡機場方向       |
| 2    | 機場線 | 天神、姪濱、筑前前原方向 |

## 利用狀況
2016年（平成28年）度的1日平均上車人次為6,898人。機場線車站當中最少。
近年的1日平均上車人次的推移如下表。
| 年度               | 1日平均 上車人次 |
| ------------------ | ---------------- |
| 2001年（平成13年） | 5,172            |
| 2002年（平成14年） | 5,339            |
| 2003年（平成15年） | 5,298            |
| 2004年（平成16年） | 5,254            |
| 2005年（平成17年） | 5,050            |
| 2006年（平成18年） | 5,243            |
| 2007年（平成19年） | 5,496            |
| 2008年（平成20年） | 5,611            |
| 2009年（平成21年） | 5,528            |
| 2010年（平成22年） | 5,505            |
| 2011年（平成23年） | 5,511            |
| 2012年（平成24年） | 5,701            |
| 2013年（平成25年） | 5,925            |
| 2014年（平成26年） | 6,059            |
| 2015年（平成27年） | 6,567            |
| 2016年（平成28年） | 6,898            |

## 相鄰車站
福岡市交通局（福岡市地下鐵）
 機場線
中洲川端（K09）－祇園（K10）－博多（K11）

## 外部連結
- 福岡市地下鐵 祇園站 （页面存档备份，存于）（日語）